# Ménoire (ruisseau)
Pour les articles homonymes, voir Ménoire (homonymie).
La Ménoire est un ruisseau français, affluent de la Dordogne, qui coule dans le département de la Corrèze, en région Nouvelle-Aquitaine.

## Géographie

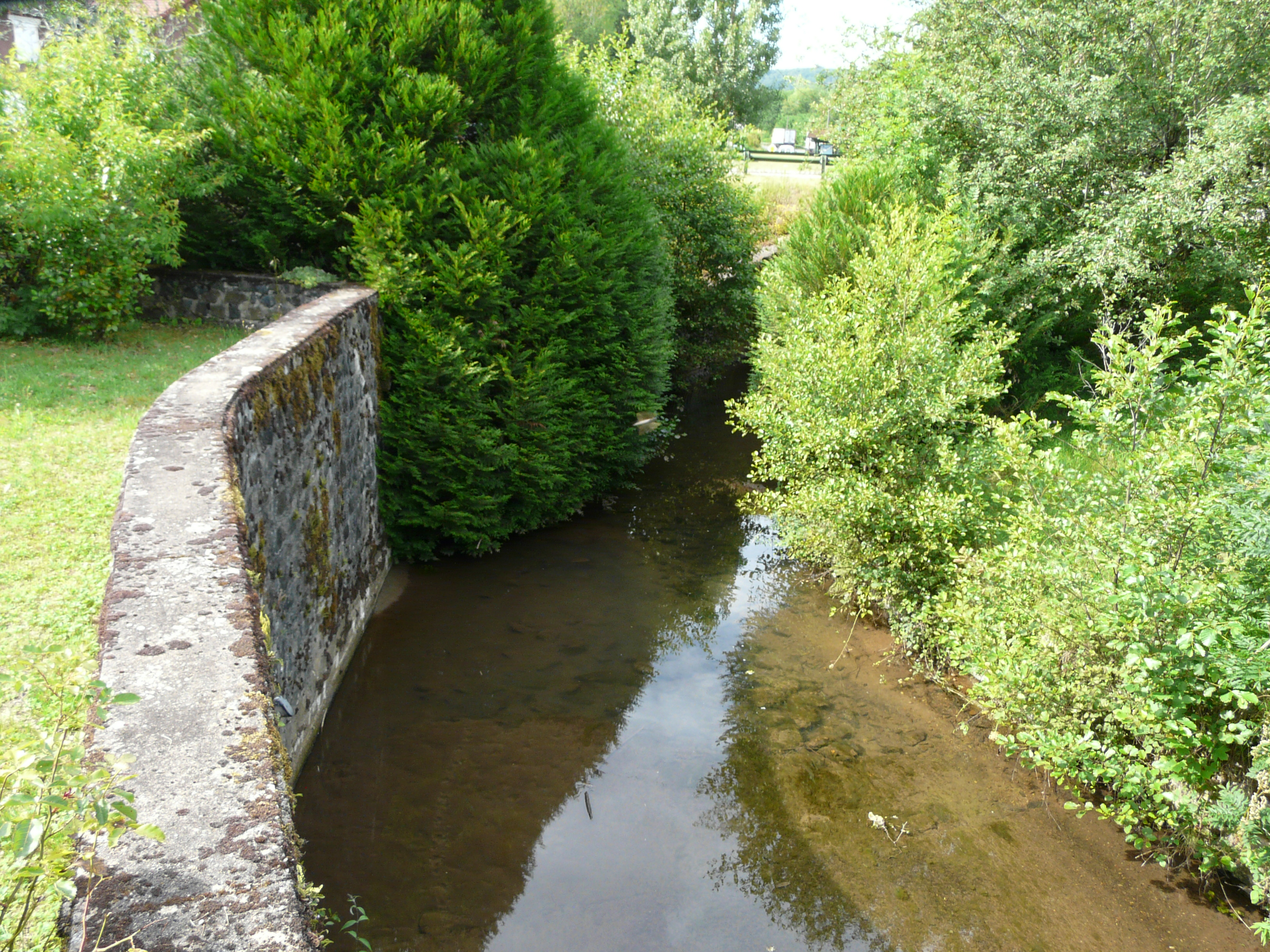
La Ménoire au lieu-dit le Moulin-Abadiol, à Beaulieu-sur-Dordogne.

La Ménoire prend sa source dans le sud du département de la Corrèze, vers 550 mètres d'altitude, sur la commune de Ménoire, deux kilomètres au sud-sud-ouest de la roche de Vic, à l'est du lieu-dit la Graffouillère.
Elle passe à l'ouest du bourg de Ménoire puis entre dans une zone boisée et encaissée, servant de limite naturelle sur environ sept kilomètres aux communes qu'elle borde : Lostanges et Tudeils à l'ouest, et Ménoire et Chenailler-Mascheix à l'est, recevant au passage en rive gauche le ruisseau du Gô (ou du Gâ). Au sortir de cette zone, elle passe sous la route départementale 83, entre dans une zone de plaine et longe la RD 940, grossie en rive droite par le Céroux, son principal affluent.
Elle est franchie par la RD 12 et rejoint un bras secondaire de la Dordogne en rive droite, vers 140 mètres d'altitude, un kilomètre et demi en amont de Beaulieu-sur-Dordogne, face à l'île Duchamp, au sud du lieu-dit le Moulin-Abadiol.
Sa longueur est de 15,2 km pour un bassin versant de 37 km2.

### Affluents
Parmi les six affluents que le Sandre répertorie pour la Ménoire, les deux plus longs sont le Céroux, avec 5 km, en rive droite, et le ruisseau du Gô (ou du Gâ) avec 3,4 km, en rive gauche.
Trois des affluents de la Ménoire ont un ou plusieurs affluents, mais n'ont aucun sous-affluent. De ce fait, le rang de Strahler de la Ménoire est de trois.

### Communes traversées
À l'intérieur du seul département de la Corrèze, la Ménoire arrose six communes, soit d'amont vers l'aval : Ménoire (source), Lostanges, Chenailler-Mascheix, Tudeils, Nonards, et Beaulieu-sur-Dordogne (confluence avec la Dordogne).

## Risque inondation
En 2013, la préfecture de la Corrèze a prescrit un plan de prévention du risque inondation (PPRI) pour les deux communes riveraines de la Ménoire et du Céroux le plus en aval, c'est-à dire Nonards et Beaulieu-sur-Dordogne. À Nonards, les débordements du Céroux sont limités et la Ménoire comprend deux zones inondables au niveau de Laroche et du Moulin-Neuf.
À Beaulieu-sur-Dordogne, les débordements de la Ménoire reviennent quasi annuellement dans la zone du Moulin de la Treille.
L'étude effectuée par la commune d'Argentat indique que les principales crues récentes de la Ménoire sont datées des années 1960 et de septembre 1992 avec pour cette dernière un débit estimé de 34,8 m3/s, la crue étant alors d'un niveau trentennal.

## Monuments ou sites remarquables à proximité
- L'église paroissiale Saint-Martin à Nonards, romane et gothique, avec son clocher-peigne[9] ;
- La vieille ville de Beaulieu-sur-Dordogne et ses nombreux monuments.

## Environnement
En 1998, la présence d'écrevisses à pattes blanches (Austropotamobius pallipes), espèce considérée comme en danger par l'Union internationale pour la conservation de la nature (UICN), a été confirmée dans la partie amont de la Ménoire.
Répartie entre les territoires des communes de Ménoire et de Lostanges, la zone naturelle d'intérêt écologique, faunistique et floristique (ZNIEFF) du Roc de Maille où coule la Ménoire est un site remarquable par la présence d'espèces protégées au niveau national : une orchidée terrestre, la spiranthe d'été (Spiranthes aestivalis) et deux plantes carnivores des milieux tourbeux, la drosera à feuilles rondes (Drosera rotundifolia') et la droséra intermédiaire (Drosera intermedia), ainsi qu'une espèce d'oiseau, l'Engoulevent d'Europe (Caprimulgus europaeus).
À Beaulieu-sur-Dordogne, au sud du Moulin-Abadiol, les derniers 200 mètres de la Ménoire avant sa confluence avec la Dordogne font partie du site inscrit des rives et îles de la Dordogne, ainsi que du site de la vallée de la  Dordogne d'Argentat à Beaulieu-sur-Dordogne.